# Nina Nastasia

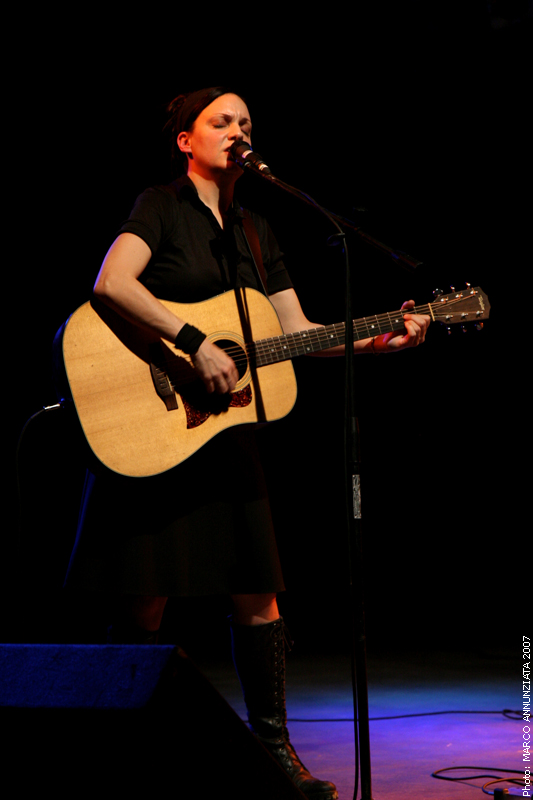
Nina Nastasia 2007

Nina Nastasia (* 13. Mai 1966 in Los Angeles County, Kalifornien (USA)) ist eine US-amerikanische Sängerin und Songwriterin.

## Leben
Nastasia wuchs in Hollywood auf und ist heute in New York ansässig. Nachdem sie in den frühen neunziger Jahren mit dem Schreiben von Songs begonnen hatte, veröffentlichte Nina Nastasia im Jahr 2000 ihr erstes Album, Dogs auf dem kleinen Label Socialist Records, aufgenommen von Steve Albini. Nur 1500 Kopien wurden ursprünglich produziert, und Nastasia stellte die Verpackungen selbst in ihrem Apartment zusammen. Am Ende des Jahres war das Album vergriffen, aber der bekannte englische Disk Jockey John Peel hatte von Albini eine Kopie von Dogs erhalten und spielte es mehrfach in seinen Shows auf BBC Radio 1. Dank der Hilfe von Peel und Albini, der Dogs in mehreren Interviews als eines der besten Alben pries, die er aufgenommen hatte, erhielt das Album Kultstatus, obwohl es im Handel nicht erhältlich war.
Durch Dogs wurde das amerikanische Punk-Label Touch and Go auf Nastasia aufmerksam und veröffentlichte ihre nächsten zwei Alben, The Blackened Air (2002) und Run to Ruin (2003). Auch das Debütalbum Dogs wurde 2004 wieder veröffentlicht. Danach wechselte Nastasia zum englischen Label FatCat Records, und 2006 wurde dort ihr viertes Album On Leaving veröffentlicht, wie alle vorherigen mit Steve Albini aufgenommen. Seit Run to Ruin hatte Nastasia auch mit dem australischen Schlagzeuger Jim White von Dirty Three zusammengearbeitet. Während der Zusammenarbeit zu On Leaving schlug White Nastasia vor, für ein Album zusammenzuarbeiten. Die Zusammenarbeit führte zu dem nur auf Gitarre und Schlagzeug basierenden Album You Follow Me (2007) und einem Song auf der 2008 erschienenen Single „What She Doesn’t Know“.
Für John Peel nahm Nastasia insgesamt sechs der bekannten „Peel Sessions“ auf, die letzte davon mit der tuvanischen Kehlgesang-Gruppe Huun-Huur-Tu. Zwei von Nastasias Songs erschienen in Peels „Festive Fifty“ Jahrescharts: „Ugly Face“, 2002 auf dem vierten Platz und „You, Her & Me“ auf dem dreizehnten Platz im Jahre 2003. Nach Peels Tod 2004 widmete Nastasia den Song „Bird of Cuzco“ seinem Andenken.
Nach einer längeren Auszeit veröffentlichte Nastasia 2022 das Album Riderless Horse und ging anschließend auf Tour. Mit dem kanadischen Musiker Jeff MacLeod gründete sie das Duo Jolie Laide, dessen Debütalbum 2023 erschien.

## Diskographie

### Alben
- 2000 Dogs (Socialist)
  - 2004 wiederveröffentlicht (Touch and Go)
- 2002 The Blackened Air (Touch and Go)
- 2003 Run to Ruin (Touch and Go)
- 2006 On Leaving (Fat Cat)
- 2007 You Follow Me (Fat Cat) - Kollaboration mit Jim White
- 2010 Outlaster
- 2022 Riderless Horse

### Mit Jolie Laide
- 2023 Jolie Laide

### Singles
- 2008 „What She Doesn’t Know“ (Fat Cat)

### Beiträge
- 2005 „The Matter (of Our Discussion)“, auf dem Boom Bip Album Blue Eyed in the Red Room (Lex)
- 2005 „Bird of Cuzco“, auf John Peel: A Tribute Compilation (WEA)

## Musiker
- Nina Nastasia, Gesang & Gitarren
- Steven Beck, Piano (Run to Ruin, On Leaving)
- Jay Bellerose, Schlagzeug (The Blackened Air, On Leaving)
- Joshua Carlebach, Akkordeon (Dogs, The Blackened Air, Run to Ruin)
- Stephen Day, Cello (Dogs, The Blackened Air, Run to Ruin)
- Kennan Gudjonsson, Piano (Dogs)
- Anne Mette Iversen, Kontrabass (Run to Ruin)
- Juliann Klopotic, Violine (Dogs)
- Rubin Kodheli, Cello (On Leaving)
- Gerry Leonard, Gitarre, Mandoline (Dogs, The Blackened Air, Run to Ruin)
- Gonzalo Muñoz, Säge (Dogs, The Blackened Air)
- Dave Richards, Bass (Dogs, The Blackened Air, Run to Ruin)
- Jason Stein, Bassklarinette (Outlaster)
- Jim White, Schlagzeug (Run to Ruin, On Leaving, You Follow Me)
- Dylan Willemsa, Viola, Violine (The Blackened Air, Run to Ruin, On Leaving)
- Peter Yanowitz, Schlagzeug (Dogs)

## Nachweise
1. ↑  californiabirthindex.org: The birth of Nina Nastasia

| Personendaten    | Personendaten                              |
| ---------------- | ------------------------------------------ |
| NAME             | Nastasia, Nina                             |
| KURZBESCHREIBUNG | US-amerikanische Sängerin und Songwriterin |
| GEBURTSDATUM     | 20. Jahrhundert                            |